# Pseudonicsara raffrayi
Pseudonicsara raffrayi is een rechtvleugelig insect uit de familie sabelsprinkhanen (Tettigoniidae). De wetenschappelijke naam van deze soort is voor het eerst geldig gepubliceerd in 1897 door Brongniart.